# 萧意辛
萧意辛（11世纪—1123年），辽朝女性人物，小名意辛，契丹族，耶律奴妻，国舅、驸马都尉萧陶苏斡女，母胡独公主。

## 生平
萧意辛美姿容，二十岁出嫁耶律奴，她以孝敬公婆、和睦族里而闻名当时。崇尚礼法，自持“修己以洁，奉长以敬，事夫以柔，抚下以宽。”其夫耶律奴与权臣耶律乙辛不合，被诬夺爵，没入兴圣宫，流放乌古部。辽道宗念萧意辛为公主之女，想让她离婚，她遵夫妇之义，坚辞不受，随耶律奴到贬所服役，劳而无怨。寿昌年间，他上书乞子孙为著帐郎君，辽道宗召她全家还京。天祚帝保大三年（1123年）正月，萧意辛被卢彦伦等杀害于临潢府。

## 丈夫
- 耶律奴